# Wuling E10
Wuling E10 — электромобиль-микровэн, выпускаемый с 2023 года совместным предприятием SAIC-GM-Wuling (SGMW).

## Описание
Wuling E10, представленный в ноябре 2022 года, имеет узкий кузов длиной 1,08 метра. В кабине с «угловатым» дизайном присутствует только место водителя. Минималистичная приборная панель имеет небольшой монохромный дисплей перед рулевым колесом и два физических переключателя для ручного кондиционирования воздуха справа от водителя.
За кабиной расположен грузовой отсек объёмом 1,7 м3 в виде стационарно прикреплённого ящика правильной формы. Доступ к отсеку возможен как через заднюю распашную дверь, так и через боковую двустворчатую дверь. При массе 620 кг грузоподъёмность E10 составляет 200 кг, а благодаря небольшим габаритам радиус поворота составляет 4,3 метра.

## Технические характеристики
E10 приводится в движение электродвигателем мощностью 29 л. с., максимальная скорость которого ограничена до 70 км/ч. По словам производителя, небольшой аккумулятор ёмкостью 9 кВт·ч обеспечивает запас хода до 150 км на одной зарядке со средней скоростью 40 км/ч в городских условиях.

## Галерея
- Вид сзади
- Интерьер